# یواس‌اس زبرا (ای‌کی‌ان-۵)
یواس‌اس زبرا (ای‌کی‌ان-۵) (به انگلیسی: USS Zebra (AKN-5)) یک کشتی است که طول آن ۴۴۱ فوت ۶ اینچ (۱۳۴٫۵۷ متر) می‌باشد. این کشتی در سال ۱۹۴۳ ساخته شد.